# Marcelino Iglesias
Marcelino Iglesias Ricou (ur. 16 kwietnia 1951 w Bonansie) – hiszpański polityk i samorządowiec, senator, działacz Hiszpańskiej Socjalistycznej Partii Robotniczej (PSOE), w latach 1999–2011 prezydent Aragonii.

## Życiorys
Pracował w rodzinnym gospodarstwie rolnym i w branży turystycznej, m.in. jako instruktor narciarstwa. Zaangażował się w działalność polityczną w ramach Hiszpańskiej Socjalistycznej Partii Robotniczej. Od 1983 do 1995 członek diputación provincial w Huesce, kolegialnego organu zarządzającego prowincją, od 1987 pełnił funkcję przewodniczącego tej instytucji. W latach 1983–1999 sprawował urząd alkada swojej rodzinnej miejscowości.
Od 1991 wybierany na posła do kortezów aragońskich, w których od 1995 przewodniczył frakcji deputowanych PSOE. W 1999 został powołany na urząd prezydenta Aragonii. Sprawował go do 2011, gdy nie ubiegał się o ponowny wybór i gdy władzę w regionie przejęła Partia Ludowa. W 2000 został także sekretarzem generalnym regionalnych struktur socjalistów, funkcję tę pełnił do 2012. W 2011 powołany przez kortezy aragońskie w skład hiszpańskiego Senatu.